# Tresa Rüthers-Seeli
Tresa Rüthers-Seeli (Falera, 28 september 1931) is een Zwitserse Reto-Romaanstalige schrijfster en dichteres.

## Biografie
Tresa Rüthers-Seeli werd geboren in Falera, in het kanton Graubünden, in 1931. Ze volgde een opleiding tot handwerkster. Sinds 1958 schreef ze gedichten in het Reto-Romaanse dialect Surselvisch.
Rüthers-Seeli woont in Bottighofen am Bodensee.

## Werken
- (rm)  Tras melli veiders, 1987.
- (rm)  Jeu sai e sai da nuot/Ich weiss und weiss von nichts, 2003.
- (rm)  Aunc melli stads/Noch tausend Sommer, 2015.